# Marea Andaman
Marea Andaman este o mare din nord-estul Oceanului Indian, mărginită la nord, de Uniunea Myanmar, la sud de Indonezia, la est de Tailanda, iar granița sa vestică este reprezentată de două arhipelaguri, Andaman și Nicobar. Cu Marea Chinei de Sud, marea Andaman comunică prin Strâmtoarea Malacca, ce separă Peninsula Malacca și insula Sumatra.

## Nume
Numele Mării Andaman provine de la cele patru insule principale ale arhipelagului Andaman.

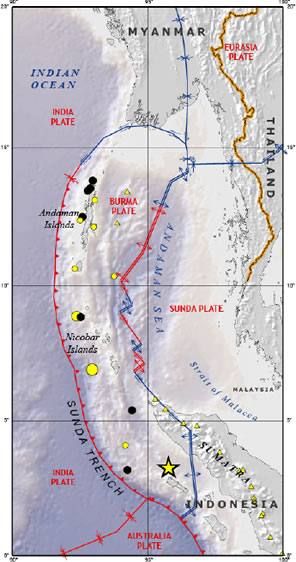

## Ape care se varsă în mare
- Irrawaddy
- Sittang
- Salween

## Porturi
- Yangon (Rangoon)
- Penang (George Town)
- Phuket
- Pathein
- Mawlamyine
- Dawei
- Mergui

## Clima
Clima este tropicală. Temperatura medie multianuală atinge +26 °C în ianuarie și +29 °C în luna mai.

## Turism
Coastele Mării Andaman au un potențial imens de a atrage mulțimi de turiști îndrăgostiți de apele calde și de frumusețea exotică a plajelor. Tailanda (Phuket) și Malaezia (Arhipelagul Langkawi), format din 99 de insule și Insula Penang) folosesc din plin șansa care le-a fost oferită de natură.